# Killer (албум)
„Killer“ (на български: Убиец) е четвъртият студиен албум на шок рок легендата Алис Купър, издаден е през 1971 година.
В бележките към концертния си албум „A Fistful of Alice“ (1997), Купър твърди, че песента Desperado от „Killer“ е написана в памет на приятеля му Джим Морисън (Доорс), който умира през годината на издаването на плочата. Според едно негово интервю, същата песен е посветена и на филмовия герой на актьора Робърт Вон – Лий, от класическия уестърн Великолепната седморка. Относно песента Halo of Flies, в друг източник Купър споменава, че е била опит да се покаже, че групата му може да изпълнява прогресив рок композиции като тези на Кинг Кримсън.
Като цяло албумът затвърждава мястото на групата сред водещите изпълнители на 1970-те, извоювано с пробивът им с албума Love It to Death, излязъл по-рано през същата година. Джони Ротън (Секс пистълс) нарича „Killer“ най-добрия албум за всички времена. Пауър метъл групата Айсд Ърт разработва кавър на песента Dead Babies за изданието им от 2002 година – „Tribute to the Gods“.
„Killer“ добива „Платинен“ статус, продавайки се в над 1 000 000 копия само за територията на САЩ и Канада от издаването си до днес.

## Списък на песните

### „А“ страна
1. Under My Wheels (Майкъл Брус, Денис Дънъуейу, Боб Езрин) – 2:51
2. Be My Lover (Майкъл Брус) – 3:21
3. Halo of Flies (Алис Купър, Глен Бъкстън, Майкъл Брус, Денис Дънъуей, Нийл Смит) – 8:22
4. Desperado (Алис Купър, Майкъл Брус) – 3:30

### „Б“ страна
1. You Drive Me Nervous (Алис Купър, Майкъл Брус, Боб Езрин) – 2:28
2. Yeah, Yeah, Yeah (Алис Купър, Майкъл Брус) – 3:39
3. Dead Babies (Алис Купър, Глен Бъкстън, Майкъл Брус, Денис Дънъуей, Нийл Смит) – 5:44
4. Killer (Майкъл Брус, Денис Дънъуей) – 6:57

## Музиканти
- Алис Купър – вокали
- Глен Бъкстън – китари
- Майкъл Брус – ритъм китара, клавишни
- Денис Дънъуей – бас
- Нийл Смит – барабани